# Список высших учебных заведений Камчатского края
В список высших учебных заведений Камчатского края включены образовательные учреждения высшего и высшего профессионального образования, находящиеся на территории Камчатского края и участвовавшие в мониторинге Министерства образования и науки Российской Федерации 2015 года. Этим критериям в Камчатском крае соответствуют 2 вуза и 2 филиала.
Филиалы вузов, головные организации которых находятся в иных субъектах федерации, сгруппированы в отдельном списке. Порядок следования элементов списка — алфавитный.

## Список высших образовательных учреждений
| Название                                           | Категория       | Год основания | Месторасположение        | Число студентов |
| -------------------------------------------------- | --------------- | ------------- | ------------------------ | --------------- |
| Камчатский государственный технический университет | государственный | 1942          | Петропавловск-Камчатский | 3292            |
| Камчатский государственный университет             | государственный | 1958          | Петропавловск-Камчатский | 1483            |

## Список филиалов высших образовательных учреждений
| Название                                                       | Категория         | Год основания | Месторасположение        | Месторасположение головной организации | Число студентов |
| -------------------------------------------------------------- | ----------------- | ------------- | ------------------------ | -------------------------------------- | --------------- |
| Дальневосточный филиал Всероссийской академии внешней торговли | государственный   |               | Петропавловск-Камчатский | Москва                                 | 623             |
| Камчатский филиал Российского университета кооперации          | негосударственный | 1998          | Петропавловск-Камчатский | Мытищи                                 |                 |